# ФК Цементарница 55
ФК Цементарница 55 је фудбалски клуб из Скопља, који се такмичи у Другој лиги Македоније.
Клуб је основан 1955. године. Утакмице игра на свом стадиону капцитета 2.000 гледалаца.
Од оснивања Прве лиге Македоније 1992. био је стални члан првих 14 сезона, да би испао, вратио се и поново испао у сезони 2007/08., тако да сада игра у Другој лиги. Од бољих резултата има освојен Куп Македоније 2002/03.

## Клупски успеси
- Куп Македоније

Освајач: 2002/03
Финалиста: 2001/02

## Цементрница 55 у европским такмичењима
| Сезона  | Такмичење     | Ранг      | Земља     | Клуб               | Резултат       |
| ------- | ------------- | --------- | --------- | ------------------ | -------------- |
| 1999    | Интертото куп | 1 коло    |           | Kolcheti 1913 Poti | 3-1, 1-3 (wns) |
|         |               | 2 коло    | Русија    | Ростов             | 1-1, 1-2       |
| 2002    | Интертото куп | 1 коло    | Исланд    | Hafnarfjörður      | 1-3, 2-1       |
| 2003/04 | УЕФА куп      | 1коло кв. | Пољска    | ГКС Катовице       | 0-0, 1-1       |
|         |               | 1 коло    | Француска | Ланс               | 0-1, 0-5       |